# インストゥルメンタル・オン・メイン・ビーチ
インストゥルメンタル・オン・メイン・ビーチ（INSTRUMENTAL ON MAIN BEACH）は、2009年9月11日発売のソウル・フラワー・ユニオンのライヴ・アルバム『エグザイル・オン・メイン・ビーチ』(2枚組紙ジャケ特別仕様盤)のボーナス・ディスク。

## 解説
ライヴ・アルバム『エグザイル・オン・メイン・ビーチ』は、2種類 (通常盤と2枚組紙ジャケ特別仕様盤) の形態でリリースされ、「ライヴ会場と通販のみ発売」の「2枚組紙ジャケ特別仕様盤」のDISC-2が本ミニ・アルバムである。
内容は、5曲入りのライヴ・インスト曲集で、スタイル・カウンシルやアラン・トゥーサンのカバー、リクオが参加するソウル・フラワー・アコースティック・パルチザンのライヴ演奏などが収録されている。

## 収録曲
1. シンヤの祝福 SHINYA'S BLESSING (MICK'S BLESSING)
2. 旅を続けなくちゃ GOTTA TRAVEL ON
3. 名馬ワーラウェイ WHIRLAWAY
4. アテルイとモレの遊撃戦 GUERRILLA WARFARE OF ATERUI & MORE
5. アンチェインのテーマ THEME FROM UNCHAIN

## 備考
- M-1 スタイル・カウンシル のカバー
- M-2 AMERICAN TRADITIONAL FOLK
- M-3 アラン・トゥーサンのカバー
- M-4 JIGENと伊藤孝喜の共作曲
- M-5 ソウル・フラワー・アコースティック・パルチザンによる演奏。奥野真哉と中川敬の共作曲